# 세계재향군인연맹

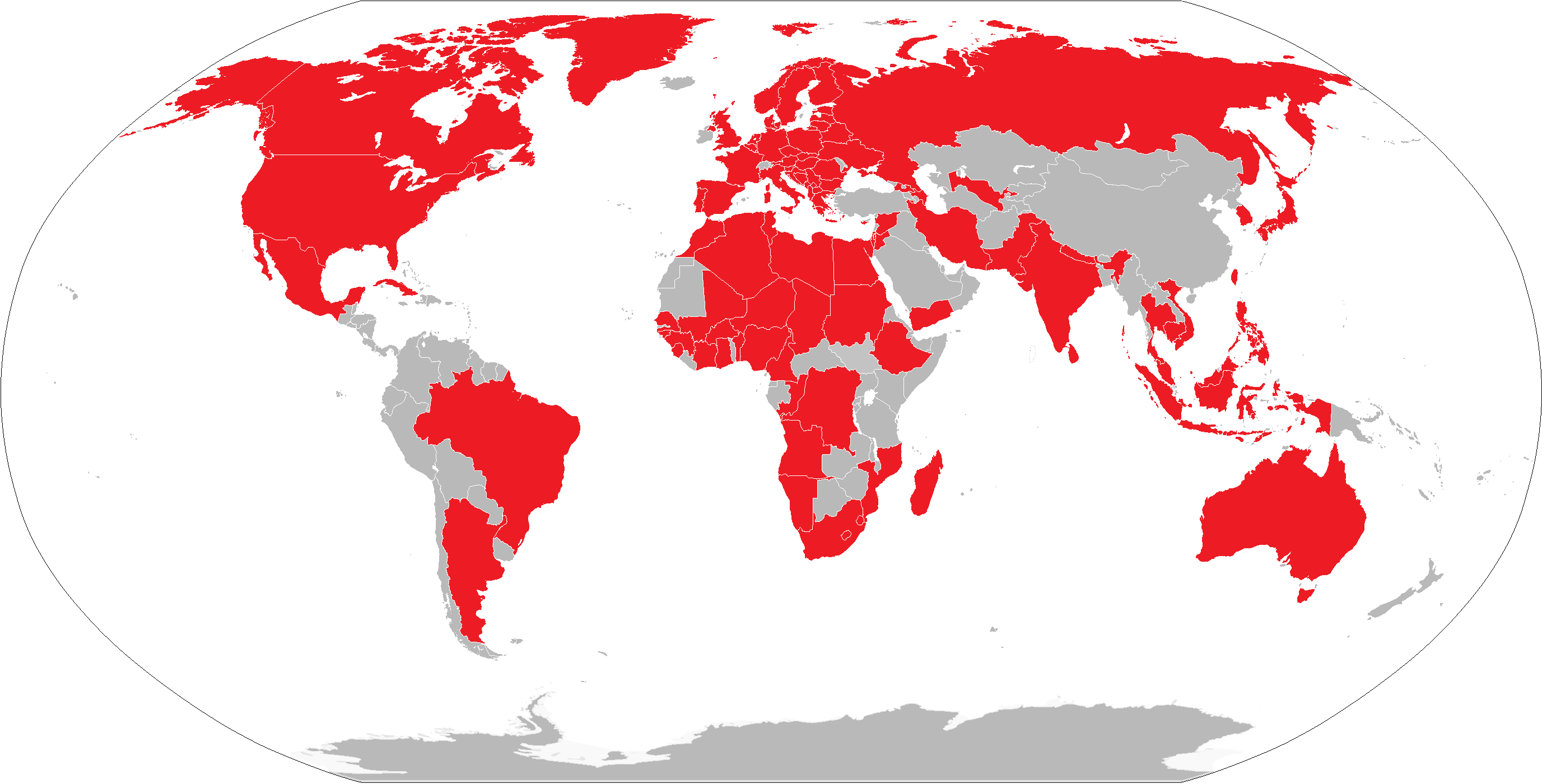
회원국

세계재향군인연맹(World Veterans Federation, WVF)은 세계 최대의 국제재향군인단체이다. 연방은 121개국 172개 재향군인단체로 구성되며 세계의 6천만 명의 퇴역 군인들을 대표한다.
이 연맹은 1951년부터 유엔의 고문 지위를 유지하고 있다. 이 단체는 노벨상 후보에 8번 올랐다.